# Bombardement de Cabinda
En 1784, les Portugais édifient le fort Santa-Maria à Cabinda, en Angola.
Considérant que ce fort est susceptible de constituer une entrave à la liberté de navigation des bâtiments français, le gouvernement de Louis XVI confie à Charles de Bernard de Marigny, le commandement d'une expédition navale avec pour mission de le détruire.
Dans le courant de l'année 1784, l'expédition arrive devant Cabinda et ouvre le feu sur le fort. La garnison, minée par la malaria et le scorbut, capitule et les Français détruisent le fort après qu'elle en est sortie.
Le 30 janvier 1786, sous l'arbitrage de l'Espagne, les deux nations mettent fin au litige les opposant par la reconnaissance faite au Portugal de la souveraineté sur la région et du droit dont il dispose d'y ériger une forteresse si bon lui semble, et par la garantie de liberté de navigation confirmée à la France.
Ce petit conflit qui prenait ainsi fin à la satisfaction mutuelle des deux parties, est un exemple de recours à la politique de la canonnière assez rare à l'époque, mais à laquelle il sera souvent fait recours par la suite.